# ابطال‌پذیری
ابطال‌پذیری یا ابطال‌گرایی یا وازنش‌پذیری (به انگلیسی: Falsifiability یا Refutability) امکان منطقی این است که غلط بودن یک گزاره را بتوان از طریق یک مشاهده یا تجربه فیزیکی نشان داد.
ابطال‌پذیری علم را به مثابه مجموعه‌ای از فرضیه‌هایی می‌پندارند که به منظور توصیف یا تبیین دقیق رفتار چهره‌ای از جهان موقتاً پیشنهاد شده‌اند، با این همه، هر فرضیه‌ای این گونه نیست. چنانچه بنا باشد فرضیه‌ای یا نظامی از فرضیه‌های واجد منزلت قانون یا نظریه علمی بشود باید یک شرط اساسی را برآورده کند. چنانچه بخواهیم فرضیه‌ای را جزء معرفت علمی محسوب کنیم باید ابطال‌پذیر باشد.
کارل پوپر، که در نقد فلسفی خود از دیدگاه پوزیتیویستی مشهور روش علمی استفاده می‌کرد، به این نتیجه رسید که مذاکرات در مورد یک فرضیه، گزاره یا نظریه قابل مشاهده فقط اگر ابطال‌پذیر باشد قبول است.
بنابراین، فرضیه‌ای ابطال‌پذیر خواهد بود که یک گزارهٔ مشاهدتی یا مجموعه‌ای از گزاره‌های مشاهدتی منطقا ناسازگار با آن امکان وجود داشته باشد، بدین معنا که اگر صدق گزاره‌ها اثبات شد فرضیه را ابطال کند.

## مغالطهادعای ابطال‌ناپذیر
مغالطه ادعای ابطال‌ناپذیر زمانی روی می‌دهد که فردی ادعایی مطرح کند که اثبات غلط بودن آن غیر ممکن است. به عبارت دیگر بیان یک ادعا و اصرار بر درستی آن درحالیکه امکان نشان دادن نادرستی آن با آزمایش یا مشاهده وجود ندارد. بیان ادعای ابطال‌ناپذیر راهی است برای ترک مسیر منطقی در بحث و گفتگو. این ادعاها معمولا بر مبنای اعتقاد و ایمان بیان می‌شوند. بسیاری از نظریه‌های توطئه بر ادعاهای ابطال‌ناپذیر بنا شده‌اند. 
همه ادعاهای ابطال‌ناپذیر مغالطه نیستند. زمانی یک ادعا مغالطه است که بر درستی یا نادرستی آن اصرار داشته باشیم.

## مثال‌هایی از فرضیه‌های ابطال‌ناپذیر
مثال ۱: در جیب شلوار من پری کوچک و نامرئی زندگی می‌کند که کسی قادر به دیدن و ارتباط با آن نیست.
ممکن است در جیب این شخص موجودی جادویی با مشخصات ذکر شده باشد اما از آنجا که این ادعا طوری طراحی شده که ابطال‌پذیر نباشد متعلق به حوزه علم و منطق نیست. 
مثال ۲: هر انسانی فانی است.
این مثال هرچند مفید و درست است ولی ابطال‌پذیر هم نیست. این مورد باید برای هر انسانی قابل آزمایش باشد در حالی که ممکن است فردی که در نظر گرفته می‌شود جوان باشد و سال‌ها منتظر بمانیم تا او بمیرد و بعد از آن باید روی انسان‌های دیگری آن را بیازماییم. تعیین حداکثر طول عمر (مثلا ۱۵۰ سال) هم تفاوتی ایجاد نمی‌کند چون دلیلی نداریم که پس از این کسی نتواند به این سن برسد.
مثال ۳: پله بهترین بازیکن فوتبال همه تاریخ است.
چون ممکن نیست ما تمام فوتبالیست های دنیا را از آغاز تا کنون بررسی کنیم، امکان نقض این گزاره وجود ندارد پس این جمله یک گزاره علمی محسوب نمی‌شود.
مثال ۴: خدا مهربان است.
چه اتفاقی باید بیفتد که نشان بدهد خدا مهربان نیست؟
مثال ۵: خورشید بسیار بزرگ تر از زمین است.
اکنون مدارکی داریم که به طور قاطع نشان می‌دهند که خورشید بسیار بزرگ‌تر از زمین است و کاملا می‌توانیم مطمئن باشیم که هیچ گاه چیزی جانشین آن نخواهد شد. پس این دیگر یک فرضیه‌ی علمی موقتی نیست که تا به حال از ابطال شدن مصون مانده باشد، بلکه یک حقیقت علمی است.